# Циклін B2
CCNB2 (англ. Cyclin B2) – білок, який кодується однойменним геном, розташованим у людей на короткому плечі 15-ї хромосоми. Довжина поліпептидного ланцюга білка становить 398 амінокислот, а молекулярна маса — 45 282.
| 10         |  | 20         |  | 30         |  | 40         |  | 50         |
| ---------- |  | ---------- |  | ---------- |  | ---------- |  | ---------- |
| MALLRRPTVS |  | SDLENIDTGV |  | NSKVKSHVTI |  | RRTVLEEIGN |  | RVTTRAAQVA |
| KKAQNTKVPV |  | QPTKTTNVNK |  | QLKPTASVKP |  | VQMEKLAPKG |  | PSPTPEDVSM |
| KEENLCQAFS |  | DALLCKIEDI |  | DNEDWENPQL |  | CSDYVKDIYQ |  | YLRQLEVLQS |
| INPHFLDGRD |  | INGRMRAILV |  | DWLVQVHSKF |  | RLLQETLYMC |  | VGIMDRFLQV |
| QPVSRKKLQL |  | VGITALLLAS |  | KYEEMFSPNI |  | EDFVYITDNA |  | YTSSQIREME |
| TLILKELKFE |  | LGRPLPLHFL |  | RRASKAGEVD |  | VEQHTLAKYL |  | MELTLIDYDM |
| VHYHPSKVAA |  | AASCLSQKVL |  | GQGKWNLKQQ |  | YYTGYTENEV |  | LEVMQHMAKN |
| VVKVNENLTK |  | FIAIKNKYAS |  | SKLLKISMIP |  | QLNSKAVKDL |  | ASPLIGRS   |

A: Аланін

C: Цистеїн

D: Аспарагінова кислота

E: Глутамінова кислота

F: Фенілаланін

G: Гліцин

H: Гістидин

I: Ізолейцин

K: Лізин

L: Лейцин

M: Метіонін

N: Аспарагін

P: Пролін

Q: Глутамін

R: Аргінін

S: Серин

T: Треонін

V: Валін

W: Триптофан

Кодований геном білок за функцією належить до фосфопротеїнів. 
Задіяний у таких біологічних процесах, як клітинний цикл, поділ клітини, мітоз. 